# Gázi Hüszrev
Gázi Huszrev (Szerrész, 1480 k. – Drobnjac, 1541; törökül: Gazi Hüsrev, arab betűkkel غازى خسرو, szerbhorvátul: Gazi Husrev) bosnyák bég, Bosznia parancsnoka és kormányzója (szandzsákbég).

## Élete
A makedóniai Szerrészban született, körülbelül 1480 táján. Édesapja bosnyák volt, míg édesanyja török, II. Bajazid szultán leánya. Rokoni kapcsolata a szultáni családhoz előnyös pozíciókba juttatta.
Az 1500-as évektől részt vett nyugaton, az Oszmán Birodalom háborúiban, előbb Velence, majd Horvátország és Magyarország ellen. Boszniában igyekezett elfoglalni a magyar kézen levő területeket.1521-től kezdődő magyar-török háborúból is kivette a részét, neki köszönhető az oszmán előretörés Boszniában. 1522-ben elfoglalta Knint és Szkardonát, 1523-ban pedig megostromolta Osztorvicát, de Jajcával egyelőre nem boldogult. Közben megerősítette Boszniát és mintegy tizenkét erődítményt hozott létre. Katonai sikerei mellett a művészetben és építészetben is jártas volt. Szarajevóban rendbe hozatta a Császár-dzsámit, valamint egy róla elnevezett dzsámit is épített. Egyebek között könyvtárat, szahat-kulát és kórházat is épített a városban.
Tisztségét 1525 júniusáig töltötte be, utána Gázi Haszan került a helyére. 1526 januárjában I. Szulejmán ismét kinevezte Bosznia élére. Ebben a minőségben részt vett a mohácsi csatában is, 1529-ben Bécs ostromában, 1532-ben Kőszeg ostromában. 1534 márciusában leváltották a szandzsák éléről és Ulama pasát ültették a helyére.
1541-ben részt vett a Montenegró elleni háborúban. A montenegróiak ellen vívott drobnjaci ütközetben elesett. Holttestét a háreméből átalakított türbében helyezték örök nyugalomra, amely ma is áll Szarajevóban.

## Fordítás
- Ez a szócikk részben vagy egészben  a   Gazi_Husrev-beg című bosnyák Wikipédia-szócikk fordításán alapul.  Az eredeti cikk szerkesztőit annak laptörténete sorolja fel. Ez a jelzés csupán a megfogalmazás eredetét és a szerzői jogokat jelzi, nem szolgál a cikkben szereplő információk forrásmegjelöléseként.